# Заброды (Ковельский район)
Забро́ды (укр. Заброди) — село в Ковельском районе Волынской области Украины. Административный центр Забродовской сельской общины.
До 2020 года входило в Ратновский район.
Код КОАТУУ — 0724283401. Население по переписи 2001 года составляет 853 человека. Почтовый индекс — 44160. Телефонный код — 3366. Занимает площадь 2,157 км².